# Classes préparatoires scientifiques
Ne doit pas être confondu avec Khâgne scientifique ou Classe préparatoire intégrée.
 (novembre 2014).
Si vous disposez d'ouvrages ou d'articles de référence ou si vous connaissez des sites web de qualité traitant du thème abordé ici, merci de compléter l'article en donnant les références utiles à sa vérifiabilité et en les liant à la section « Notes et références ».
Les classes préparatoires scientifiques (CPS) sont, dans le système éducatif français, une des filières des classes préparatoires aux grandes écoles (CPGE), préparant aux concours d'entrée des grandes écoles scientifiques après le baccalauréat : écoles d'ingénieurs, écoles vétérinaires et écoles normales supérieures,.

## Voies actuelles
Si de manière évidente ces classes préparatoires offrent une formation à dominante scientifique, y est néanmoins dispensée une part d'enseignement littéraire, en l'occurrence, le français et la philosophie, et une ou deux langues vivantes. C'est toutefois la prédominance de telle ou telle matière scientifique qui détermine la dénomination de ces classes.

### Première année: «Maths sup»

#### Généralités concernant les «Maths sup»
En argot scolaire, « Maths sup » — pour Mathématiques supérieures — désigne les classes héritières de l'ancienne voie  « Maths sup ». Pour les bacheliers généraux, il s'agit des classes :

Schéma synthétisant les différentes voies d’orientation offertes en classes préparatoires scientifiques et les liens entre elles.

- Mathématiques, physique et sciences de l'ingénieur (MPSI) pour laquelle les matières principales sont les mathématiques, la physique-chimie et, selon l'option choisie au 2d semestre de l'année scolaire, les sciences de l'ingénieur (« SI » en abrégé) ou l'informatique ;
- Mathématiques, physique, ingénierie et informatique (MP2I) pour laquelle les matières principales sont les mathématiques, la physique-chimie et, selon l'option choisie au 2d semestre de l'année scolaire, l'informatique ou les sciences de l'ingénieur, les étudiants pourront se diriger vers une MPI dans le premier cas et une MP ou PSI dans le deuxième cas.
- Physique, chimie, sciences de l'ingénieur (PCSI) pour laquelle les matières principales sont les mathématiques, la physique et, selon l'option choisie au 2d semestre de l'année scolaire, les sciences de l'ingénieur ou la chimie ; pour mémoire, il existe quelques classes dites « PCSI spécifique SI » — couramment appelées « PCSI-SI » — qui bénéficient de bonus horaires[N 2] et sont réservées aux bacheliers de la série « S » qui avaient suivi l'option « SI » en Première et Terminale ;
- Physique, technologie et sciences de l'ingénieur (PTSI) pour laquelle les matières principales sont les sciences de l'ingénieur, les mathématiques et les sciences physiques, à volumes horaires équivalents[N 3] ;
- Biologie, chimie, physique et sciences de la terre (BCPST) pour laquelle les matières principales sont les mathématiques, la biologie, la chimie, la physique et les sciences de la Terre ;

Pour les bacheliers technologiques, il s'agit des classes :
- Technologie et sciences industrielles (TSI), pour les bacheliers sciences et technologies de l'industrie et du développement durable (STI2D) et les bacheliers sciences et technologies de laboratoire (STL) spécialité sciences physiques et chimiques en laboratoire (SPCL) ;
- Technologie, physique et chimie (TPC), pour les bacheliers sciences et technologies de laboratoire (STL) spécialité sciences physiques et chimiques en laboratoire (SPCL) ;
- Technologie et biologie (TB), pour les bacheliers STL spécialité biotechnologies et les bacheliers sciences et technologies de l'agronomie et du vivant (STAV).

Pour les bacheliers professionnels, il existe des CPGE calquées sur le programme de ces dernières, avec une durée de 3 ans.
Dans ces classes de 1re année, les élèves sont parfois surnommés « bizuts ou bizuths »,, « 1/2 » — les « un-demis » ou « demis » — les "taupins", ou encore « Sups », l'appellation dépendant du lycée. Ces classes sont parfois aussi connues sous le nom de « HX » : cette appellation est une abréviation du mot « Hypotaupe », qui date de l'époque où la « Taupe », autrement dit la classe de « mathématiques spéciales », était appelée classe d'« X » en référence à l'École polytechnique. Sur ces divers sujets, il convient de consulter aussi le paragraphe Jargon des CPGE scientifiques, précis disponible en fin du présent article.

#### 2dsemestrede «Maths sup»
À la fin du premier semestre, la plupart des élèves doivent choisir une option qui peut déterminer la voie qui sera prise pour l'année suivante de « Maths spé » :
- Pour les MPSI :
  - Soit « MPSI option informatique », qui supprime les SI et ajoute des heures d'informatique, avec la contrainte d'aller en « MP » l'année suivante,
  - Soit « MPSI option SI », qui ajoute deux heures de SI pour arriver au nombre de quatre, et laisse le choix entre « PSI » et « MP » pour l'année suivante ;
- Pour les MP2I :
  - Soit « option informatique », qui supprime les SI et ajoute des heures d'informatique, ce qui permet d'accéder à la « MPI » l'année suivante,
  - Soit « option SI », qui permet d'accéder à la classe « PSI » ou « MP » pour l'année suivante ;
- Pour les PCSI, le choix en vue de la classe de « Maths spé », « PC » ou « PSI », devient définitif ; les classes sont alors concrètement divisées en 2 groupes,
  - D’une part, « PCSI option chimie », où disparait l'enseignement des SI, qui conduit à « PC » l'année suivante ;
  - Et d’autre part « PCSI option SI », où les SI sont évidemment maintenues, mais où la chimie est réduite à 1 h de cours et 1 h de travaux pratiques par semaine, qui conduit à « PSI » l'année suivante ;
  - Nota Bene : Les classes dites « PCSI spécifique SI », ou « PCSI-SI » n'existent plus depuis 2016[5],[6] ;
- Pour les PTSI, le choix pour la seconde année de CPGE est possible entre « PT » et moins fréquemment[7] « PSI » ; un étudiant se destinant à une 2de année en « PSI » bénéficie d’une heure de mathématiques complémentaire au 2d semestre, avec un programme spécifique[8],[N 5], certains lycées font le choix d’intégrer directement cette heure complémentaire dans le programme commun[9] ;
- En BCPST, il n'y a pas de choix particulier, en fin de 1re année la suite normale est la 2de année de BCPST. Néanmoins, la réforme de 2013 a élargi les possibilités de réorientation : par exemple, en fin du 1er semestre de la 1re année de BCPST, un élève peut quitter cette voie pour fréquenter au 2d semestre une « PCSI option PC »[10].

Certains lycées ne proposent pas toutes les options.
Le choix des étudiants doit être validé par le conseil de classe de fin d'année. Le redoublement de la première année est interdit, sauf pour raison médicale. Il est cependant possible de refaire une première année mais cela nécessite de changer de voie et de lycée[réf. souhaitée] : dans ce cas, on dit communément que l'étudiant fait « Turbo ».
Tous les lycées ne proposent pas les deux types de classe, étoilées ou non, aux élèves de 2e année. Dans ces conditions, des accords existent entre lycées pour qu'un élève orienté en classe non étoilée, ou inversement, puisse poursuivre sa scolarité dans un autre lycée si le sien ne propose pas cette classe[réf. souhaitée].
De manière générale, les changements de lycée sont possibles en fin de première année, dès lors qu'ils sont motivés et acceptés par le lycée de destination.

### Seconde année: «Maths spé»

#### Généralités concernant les «Maths spé»
En argot scolaire, « Maths spé » — pour Mathématiques spéciales — désigne les classes héritières de l'ancienne voie « Maths spé ». Les élèves de ces classes de 2e année du cycle s'appellent les « Spés », les « 3/2 » — les « trois-demis » — ou les « Carrés ou Kharrés, » s'ils les fréquentent pour la 1re fois ; les redoublants de ces classes sont quant à eux désignés par les termes « 5/2 » — les « cinq-demis » — ou « Cubes ou Khûbbes ».
Les classes de la filière actuelle sont :
- Mathématiques et physique (MP) ;
- Mathématiques, physique et informatique (MPI)
- Physique et chimie (PC) ;
- Physique et sciences de l'ingénieur (PSI) ;
- Physique et technologie (PT) ;
- Technologie, Biologie (TB) ;
- Technologie, physique et chimie (TPC) ;
- Technologie et sciences industrielles (TSI).

La voie Mathématiques spéciales et biologie (« Maths sup/spé bio »), anciennement Mathématiques spéciales Agro, a disparu en 2003 pour être incorporée dans la voie BCPST.

#### Les classes «étoiles»
En seconde année, il existe des classes dites « étoiles » — MP*, MPI*, PC*, PSI* et PT*, anciennement classes « primes » — dans lesquelles est a priori enseigné le même programme qu'en MP, MPI, PC, PSI et PT bien qu'en pratique beaucoup de résultats hors-programme y soient ajoutés afin de préparer les étudiants aux concours les plus difficiles : Écoles normales supérieures (les « ENS »), Polytechnique, Mines-Ponts et Centrale-Supélec. Ces classes regroupent en conséquence les meilleurs élèves des classes de première année, le rythme y est donc plus soutenu — rapidité, difficulté des exercices — que dans les classes non étoilées. Cependant, le niveau des classes, étoilées ou non, et donc le rythme de travail de ces classes, peuvent différer de manière importante d'un établissement à l'autre. Ainsi, la présence d'un élève dans une classe étoilée ne garantit en aucune façon son admission à un concours donné et elle n'intervient pas non plus dans le mécanisme de notation des épreuves aux divers concours.

### La classe préparatoire ATS
La classe préparatoire adaptation technicien supérieur, dite « Spé ATS », s'effectue en un an pour les étudiants déjà titulaires d'un brevet de technicien supérieur (BTS) ou d'un diplôme universitaire de technologie (DUT).
Elle se décline dans les domaines suivants :
- Biologie ;
- Ingénierie industrielle ;
- Génie civil ;
- Métiers de la chimie.

## Débouchés

### Concours d’entrée en grandes écoles
Les « classes préparatoires scientifiques » préparent en deux voire trois ans — mise à part la voie ATS qui prépare en un an, cf. § ci-avant — aux concours de recrutement des grandes écoles scientifiques : écoles d'ingénieurs, écoles vétérinaires et écoles normales supérieures.
Ces écoles se répartissent en différents concours. Certaines écoles se mettent en banque de notes d'un concours qui devient ainsi commun à l’ensemble des écoles concernées : l'inscription à chacune des écoles présentes dans un tel concours commun est toutefois facultative, et généralement payante ; un étudiant inscrit passe toutes les épreuves écrites et éventuellement orales — à raison d'une épreuve ou deux par matière — mais le total de ses points est dépendant de chaque école à laquelle il a postulé ; en effet, chacune de celles-ci applique son propre barème vis-à-vis des notes obtenues aux différentes épreuves. Un étudiant inscrit à un tel concours est donc classé autant de fois, et de manière différente, qu'il s'est porté candidat à des écoles différentes.
En 2018, 27 294 candidats se sont inscrits à ces concours qui offraient 18 002 places.
Les répartitions, selon les divers concours, qui sont fournies ci-dessous sont données à titre indicatif et n'ont donc pas un caractère exhaustif.
- Pour les voies classiques « MP », « PC » et « PSI », les écoles se répartissent comme suit, selon les divers concours :
  - le concours X-ENS regroupant l'École polytechnique ainsi que les 4 écoles normales supérieures : l'ENS Ulm, l'ENS de Lyon, l’ENS Paris-Saclay et l'ENS Rennes. Pour la filière PC, le concours inclut également l'ESPCI Paris - PSL.
  - le concours commun Mines-Ponts ; ainsi que ses concours associés : le concours commun TPE/EIVP et le concours Mines-Télécom ;
  - le concours Centrale-Supélec ;
  - le concours commun des instituts nationaux polytechniques (CCINP) ; anciennement concours communs polytechniques (CCP) ou ENSI ;
  - le concours e3a ;
  - les concours des écoles militaires : l'ESM Saint-Cyr, l'École de l'air et l’ENSTA Bretagne[N 10] ;
  - les concours des écoles d'actuariat : l'Euro-institut d'actuariat (EURIA), l'Institut de science financière et d'assurances (ISFA) et l’Institut de statistique de l'université de Paris (ISUP) ;
- Pour la voie « PT » :
  - la Banque PT ;
- Pour la voie « TSI » :
  - le concours commun des instituts nationaux polytechniques ;
  - le concours Centrale-Supélec ; regroupant les concours Mines-Ponts et X-ENS ;
  - le concours EPITA-IPSA ;
- Pour la voie « ATS » :
  - les concours ATS ;
  - la banque d'épreuves DUT-BTS[13] (concours accessible aux élèves en 2e année de BTS ou DUT ou déjà titulaires de ces diplômes) ;
- Pour la voie « BCPST » :
  - les concours agronomiques et vétérinaires ;
  - la banque d'épreuves Géologie Eau et Environnement ;
  - le concours ENS option biologie ou géologie ;

### Autres voies
Les élèves peuvent aussi rejoindre un parcours de licence à l'université : en effet, le fait d'être admissible dans une école est équivalent aux deux premières années d’université validées.
Il existe également un système d'inscription cumulative en université, au sein du système « LMD », la mention étant fixée par la voie suivie en classe préparatoire : par exemple, « PCSI » → « Mathématiques ou Sciences Fondamentales de la Matière ». Ce système de cumulatif était jusqu'à récemment régi par des contrats passés entre les lycées des classes préparatoires et les universités. Suivant le contrat, l'équivalence de l'année de « L1 » ou de « L2 » était obtenu, soit en fonction des décisions du conseil de classe — équivalence sur dossier —, soit par des épreuves spécifiques au sein de l'université. Le fait de passer en 2e année de classe préparatoire valait équivalence de « L1 ».[réf. nécessaire]
Jusqu'en 2013, les élèves se sont vu attribuer 60 crédits ECTS par le conseil de classe pour avoir suivi les cours de leur année de classe préparatoire, que ce soit la première ou la seconde : « le chef d'établissement délivre aux étudiants des classes préparatoires mentionnées […], à l'issue de chaque année d'études, une attestation descriptive du parcours de formation suivi par l'étudiant. Pour les étudiants des classes préparatoires organisées en deux ans, cette attestation […] porte, en fin de cursus, sur l'ensemble du parcours de deux ans. Elle mentionne […] une valeur définie en crédits européens dans la limite de 60 crédits pour la première année d'études et de 120 crédits pour le parcours de formation complet en classe préparatoire. » ; ces dispositions ont été abrogées en 2013.

## Jargon des CPGE scientifiques

### «Hypotaupe» et «Taupe»
« Hypotaupe » et « Taupe » désignent respectivement les classes de 1re année et 2de année des classes préparatoires scientifiques, aussi appelées « Sup » ou « Spé » ; ceci provient peut-être du fait que la taupe — l'animal — représente le scientifique, myope par excellence, qui travaille ardemment sans jamais sortir de son « trou ». Une signification voisine et une autre interprétation, datées du XIXe siècle, précisent respectivement « les candidats à l’École polytechnique sont appelés taupins » et « Les uns le font remonter au vieux nom de taupins (talpirii) que les nobles donnaient par mépris aux mineurs qui fouillaient la terre, à la façon des taupes, pour faire sauter les tours des châteaux assiégés ». Ces élèves préparent pendant deux ou trois ans les concours aux grandes écoles d'ingénieurs, dont l'École polytechnique ou l'École normale supérieure,. La filière scientifique est ainsi dite taupe en argot scolaire : c'est la réunion des taupins.

### L'«X»
L'« X » est le surnom donné à l'École polytechnique, la plus connue des écoles d'ingénieurs françaises, fondée en 1794 ; ce terme désigne aussi un élève ou un ancien élève de cette école. Deux hypothèses expliquent l'origine de ce surnom: les canons croisés sur le logo de l'école, formant un X, ou le vocabulaire utilisé en mathématiques.

### «Trois-demi»
Le « trois-demi » est l'élève qui effectue pour la première fois la 2de année du cycle, en effet normalement le 3/2 « intègre » — en réalité envisage d'intégrer, i.e. d'entrer dans l'école — Polytechnique (autrement dit l'X, donc la fonction « x », qui « à x associe x ») après avoir préparé le concours au cours de sa 2de année de présence dans le cycle, c’est-à-dire entre les fins de sa 1re et de sa 2e année de présence dans le cycle ; on s'appuie ainsi sur l’égalité mathématique suivante, exacte, pour obtenir le terme du jargon utilisé, qui se lit « intégrale entre 1 et 2 de (la fonction) x dx égale trois demi » :

### «Cinq-demi»
Le raisonnement est similaire à celui qui a été utilisé ci-avant pour le « trois-demi » ; le « cinq-demi » est l'élève qui effectue pour la deuxième fois la seconde année du cycle, il la redouble dans les faits, en effet normalement le 5/2 « intègre » — en réalité envisage d'intégrer, i.e. d'entrer dans l'école — Polytechnique (autrement dit l'X, donc la fonction « x ») après avoir préparé le concours au cours de sa 3e année de présence dans le cycle, c'est-à-dire entre les fins de sa 2e et de sa 3e année de présence dans le cycle ; on s'appuie ainsi sur l’égalité mathématique suivante, exacte, pour obtenir le terme du jargon utilisé, qui se lit « intégrale entre 2 et 3 de (la fonction) x dx égale cinq demi » :

### «Un-demi» ou «demi»
Le « un-demi » — ou « demi » — est l'élève qui effectue la 1re année du cycle ; le raisonnement ayant abouti à la création de ce terme argotique est similaire à celui qui a été utilisé pour les deux termes précédents. En effet, le 1/2 prépare son « intégration » à — c’est-à-dire, son entrée dans l'école — Polytechnique (autrement dit l'X, donc la fonction « x », qui « à x associe x ») en commençant la préparation du concours au moyen de sa 1re année de présence dans le cycle, c’est-à-dire entre le début et la fin de sa 1re année de présence dans le cycle ; on s'appuie ainsi sur l’égalité mathématique suivante, exacte, pour obtenir le terme du jargon utilisé, qui se lit « intégrale entre 0 et 1 de (la fonction) x dx égale un demi » :

### Mois de l'année en classe préparatoire scientifique, dans l'ordre de septembre à août
Struktural, Binomial, Sérial, Intégral, Conical, Spatial, Ombilical, Pascal[réf. nécessaire], Schicksal,,, Puital, Bullal[réf. nécessaire].

### L'«Archicube»
L'« Archicube » est un élève de l'école normale supérieure de la rue d'Ulm à Paris, école appelée « Ulm » par synecdoque.

### Le «Piston» ou le «Centralien»
Le « Piston » ou le « Centralien » désigne un élève de l’école centrale, dont le nom officiel est toujours « École centrale des arts et manufactures ».

### Le «Gadz'arts»
Le « Gadz'arts » est un élève de l'école des Arts et Métiers ParisTech, anciennement École nationale supérieure des Arts et Métiers (ENSAM en abrégé) ; cette école est aujourd'hui implantée à Paris et dans d'autres villes de France : Châlons-en-Champagne, Angers, Aix-en-Provence, Lille, Cluny, Metz, Bordeaux-Talence.

### Le «Caïman(e)»
Le « Caïman(e) » est un intervenant extérieur à l'École normale supérieure, dans le cadre de la préparation à l'agrégation.

## Critiques et remise en cause
L'enseignement supérieur français se caractérise par l'existence de structures d'enseignement supérieur en dehors des universités ; cette spécificité est l'objet de critiques multiples de la part de certains universitaires et spécialistes de l'Éducation nationale. Au contraire des universités, les grandes écoles sont généralement estimées être la formation « naturelle » des élites politiques, administratives et économiques en France,.